# Obrońców Pokoju (Gliwice)
Obrońców Pokoju – dzielnica Gliwic od lutego 2008 roku.

## Informacje ogóle
Obrońców Pokoju jest jedną z nowszych jednostek administracyjnych Gliwic, wydzieloną z Szobiszowic po roku 2003. Od południa graniczy z dzielnicą Szobiszowice, której historycznie i tradycyjnie stanowi część, od zachodu, wzdłuż osi trasy Toszeckiej, z dzielnicą Kopernika,  a od wschodu z dzielnicą Żerniki, wzdłuż ulicy Granicznej i Tarnogórskiej. Ulica Graniczna stanowi zwyczajową granicę pomiędzy Szobiszowicami i Żernikami.
Dzielnica ma typowo podmiejski charakter mieszkalny. Mieszczą się tutaj osiedle Obrońców Pokoju, złożone głównie z czteropiętrowych budynków mieszkalnych budowanych w technologii „wielkiej płyty”, poniemieckie willowe osiedle Wojciecha, a także współczesne osiedle Graniczna (TBS).
Ulicom dzielnicy Obrońców Pokoju patronują nazwy związane z nim tematycznie, na przykład Obrońców Westerplatte, ONZ, PCK, czy Obrońców Poczty Gdańskiej (dawniej Rapackiego). Osiedle Wojciecha charakteryzuje się natomiast nazwami pochodzącymi od roślin drzewiastych i dzikich zwierząt, nawiązującymi najprawdopodobniej do gatunków występujących tu, np. Zajęcza, Lisia, Bażancia, Jałowcowa, Jabłoni, Wiśniowa, Orzechowa. Osiedle Graniczna przejęło ten zwyczaj, wobec czego znajdziemy tu ulice: Wiązową, Cedrową i Czereśniową.
Znaczną część dzielnicy pokrywa Las Łabędzki, z wydzielonym terenem wojskowym, który stanowi poligon związany bezpośrednio z funkcjonowaniem zakładów Bumar Łabędy oraz Obrum. Las oddziela zurbanizowaną część dzielnicy Obrońców Pokoju od Łabęd oraz gminy Zbrosławice (Szałsza, Przezchlebie).
Fragment Szobiszowic, leżący na jej północnych rubieżach u styku z Żernikami, nazywano tradycyjnie Ellguth oraz Ligota Szobiszowska (lub Szobiszowicka). Nazwa ta zatraciła się wraz z zanikaniem rodzimych mieszkańców oraz wybudowaniem w późniejszym okresie nowego osiedla Obrońców Pokoju. W lokalnej toponimii wciąż zachowała się ulica Ligocka (Ellguterstraße), której nazwa w niemieckim źródłosłowie związana jest ze słowem Ellguth o słowiańskiej etymologii (lgut), co w języku polskim dosłownie oznacza ligotę.
Obecny poligon wojskowy nie jest pierwszym tego typu obiektem na tych terenach. Pamiątką po niegdysiejszej strzelnicy wojskowej (Schießständen) jest nazwa ulicy Strzelniczej (An den Schießständen). Wały ziemne, zlokalizowane opodal skrzyżowania ulic Strzelniczej i Cieszyńskiej, rozciągały się wzdłuż tej drugiej, odgrodzone rzędem domów oraz ogródkami działkowymi „Agawa” i prowadziły do ceglanego muru strzelnicy pod samym lasem. Ostatnie obiekty, zbudowane pod koniec XIX wieku dzięki hrabiemu von Welczek i służące niegdyś żołnierzom z miejskiego garnizonu, pozostawały przez dziesięciolecia w stanie ruiny, a na początku XXI wieku zostały ostatecznie usunięte wraz z budową w tym miejscu kaplicy, plebanii oraz kościoła Miłosierdzia Bożego.

## Historia
Dzielnica miasta została utworzona na terenach dawnej wsi Szobiszowice (Petersdorf), a późniejszej dzielnicy miasta o tej samej nazwie (Stadtteil Petersdorf) oraz jej przysiółku Ligota Szobiszowska (Ellguth). Ziemie te częściowo stanowiły dobra rodu von Welczek (Gutsbezirk Petersdorf von Welczek).
Najstarsze budynki mieszczą się przy dzisiejszej ulicy Ligockiej (Ellguterstraße) oraz w jej najbliższym otoczeniu. Są to domy mieszkalne o charakterze rustykalnym oraz przydrożna kapliczka w pobliżu skrzyżowania z ulicą Graniczną. Część dawnej drogi Ellguterstraße (obecnie ulica Bernardyńska) znajduje się aktualnie na terenie dzielnicy Szobiszowice, po drugiej stronie jezdni wytyczonej w latach 30 XX w. jako RAB 29 (Reichsautobahn) dzisiejszej Drogi Krajowej nr 88. Budowa autostrady przez władze Rzeszy wymusiła zmiany w rzeźbie terenu tej okolicy. W miejscu przecięcia traktu Ellguterstraße przez drogę szybkiego ruchu stał niegdyś folwark (Vormerk), po którym pozostała jedynie nazwa ulicy Folwarcznej (Am Vormerk). Opodal, u zbiegu ulicy św. Wojciecha (Adalbertstraße) oraz Jałowcowej (Holderwegstraße) mieściła się leśniczówka (Forsthaus). Inne obiekty zabytkowe znajdują się w Lesie Łabędzkim (Teufelsstein), są to skandynawskie głazy narzutowe, zwane "czarcimi głazami" oraz pozostałości cmentarne po epidemii cholery z czasów wojny trzydziestoletniej. W okolicy dzisiejszej ul. Bończyka, na terenie pierwotnego pola zarazy, a późniejszego cmentarza cholerycznego (Cholera Kirchhof), w 1838 roku baron Welczek, właściciel tych ziem, umieścił kamienny krzyż otoczony kutym, ozdobnym płotem.
Przy ul. św. Wojciecha założony został "nowy" cmentarz parafialny kościoła św. Bartłomieja, poświęcony w 1910 roku. W późniejszym okresie, równolegle do ul. św. Wojciecha oraz w bezpośrednim sąsiedztwie lasu, wytyczono ulicę Myśliwską/Strzelniczą (Jägerstraße/An den Schießständen) i ulokowane zostało osiedle, zwane do dzisiaj zwyczajowo od imienia patrona starej drogi osiedlem św. Wojciecha, zabudowane domami jednorodzinnymi wolnostojącymi oraz w zabudowie bliźniaczej.
W wyniku działań wojennych, okupacji radzieckiej oraz wprowadzenia nowej polskiej administracji w Gliwicach (Gleiwitz), ludność niemiecka zamieszkująca te ziemie została w większej mierze wysiedlona.
W czasach PRL na Ligotę Szobiszowską skierowana została linia autobusowa 187, a przystanek mieszczący się przy ul. Strzelniczej zlokalizowany jest tu po dziś dzień (Szobiszowice Wiśniowa).
W latach 80 XX wieku, na podmokłych łąkach usytuowanych pomiędzy Lasem Łabędzkim, trasą Toszecką, trasą Tarnogórską oraz DK88, rozpoczęto budowę zespołu bloków mieszkalnych, nazwanych osiedlem Obrońców Pokoju, od którego nazwę wzięła obecna dzielnica. W centralnym punkcie osiedla zlokalizowano pawilony handlowe, szkołę (w tymczasowym budynku) oraz przedszkole. Budynki w zachodniej części ocieplone zostały watą szklaną oraz azbestem, który pokrywał ściany bloków w postaci pomarańczowych płyt, nadając im charakterystyczny wygląd, podczas gdy wschodnia część osiedla nie została wykończona. Mieszkania zasiedlane były od końca lat 80. Oba ligockie osiedla przynależały do dzielnicy Szobiszowice oraz parafii św. Bartłomieja. W 2003 roku, uchwałą Rady Miasta, powstało osiedle Obrońców Pokoju w rozumieniu dzisiejszej dzielnicy o obecnym zarysie terytorialnym i stało się ono jednocześnie gminną jednostką samorządową. Autonomia dzielnicy, jako jednostki pomocniczej miasta Gliwice, sięga nadania Statutu przez Radę Miejską w 2008 roku. W ten sposób, otrzymując nowy status Osiedla (co w Gliwicach tożsame było w tamtych czasach ze statusem dzielnicy), Obrońców Pokoju zostało formalnie wyodrębnione z Szobiszowic.
Prowizoryczny budynek szkoły, ustawiony tymczasowo w trakcie powstawania osiedla Obrońców Pokoju, pełnił swoją funkcję przez 20 lat, aż nie wybudowano nowej siedziby dla Szkoły Podstawowej nr 39 obok nowoczesnej hali sportowej oraz uprzednio zadrzewionego terenu okalającego poprzedni, wyburzony już, budynek, który zajmuje obecnie boisko szkolne. Również jeden z pawilonów usytuowanych w tej części dzielnicy pozostawał w stanie surowym (później wręcz w stanie ruiny) przez ponad 20 lat, aż po przedłużającym się remoncie zostały otwarte w nim lokale usługowo-handlowe. Teraz miejsce to, wraz z towarzyszącym pawilonem handlowym, szkołą, przedszkolem oraz skwerem i placem zabaw pośrodku stanowią centrum dzielnicy. Na linii wschód-zachód przebiega tędy deptak, w większej części wyłączony dla ruchu samochodowego.

## Instytucje publiczne
W dzielnicy Obrońców Pokoju mieści się Szkoła Podstawowa nr 39 w ZSP 4 oraz Filia Urzędu Pocztowego Gliwice 2 (Gliwice-Żerniki).

## Komunikacja
Kursują tędy linie autobusowe dzienne 187 (linia okrężna do dzielnicy Sikornik), 699 (Obrońców Pokoju – Stare Gliwice/Brzezinka), 702(Żerniki – Sośnica) oraz nocna 60N (Żerniki – Trynek) obsługiwane przez ZTM. Historycznie kursowały tędy również linie dzienne 209 (Łabędy) oraz 703. Przy ulicy Paderewskiego mieści się przystanek końcowy "Osiedle Obrońców Pokoju" linii 699. Na granicy dzielnicy znajduje się także przystanek "Gliwice Zamenhofa", obsługiwany przez linie 57 (Rokitnica – Brzezinka), 59 (Żerniki – Żernica), 60 (Żerniki – Stanica), 112 (Tarnowskie Góry Dworzec – Gliwice Plac Piastów) oraz 288 (Przezchlebie – Gliwice Plac Piastów).
Południową granicę dzielnicy stanowi bezkolizyjna DK88. W bezpośrednim sąsiedztwie znajdują się również DK78 oraz DW901, połączone z DK88 węzłami.
Przez dzielnicę Obrońców Pokoju przebiega ścieżka rowerowa. Przy budynku szkolnym mieściła się jedna ze stacji Roweru Miejskiego, przeniesiona w kwietniu 2019 roku z powodu małego zainteresowania.